# Бичок-бабка

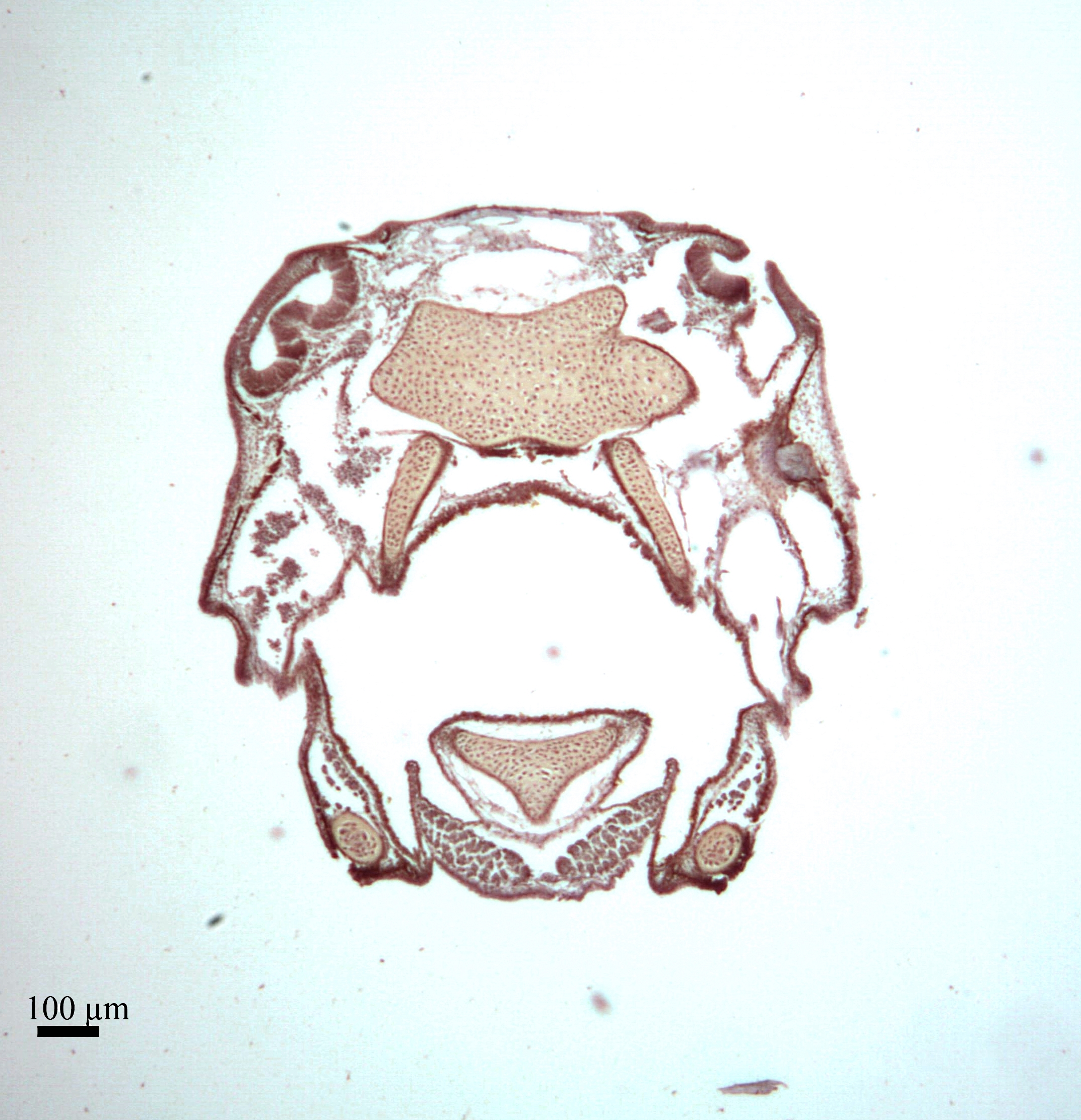
Поперечний розріз голови малька Neogobius fluviatilis

Бичо́к-бáбка, також бичо́к-піщáник, пісо́чник, (Neogobius fluviatilis) — риба з родини бичкових ряду Окунеподібних. Понто-Каспійський релікт. В Україні є промисловим видом, особливо в Азовському морі, Дніпровсько-Бузькому лимані. Має велике значення в живленні промислових хижих риб.

## Характеристика

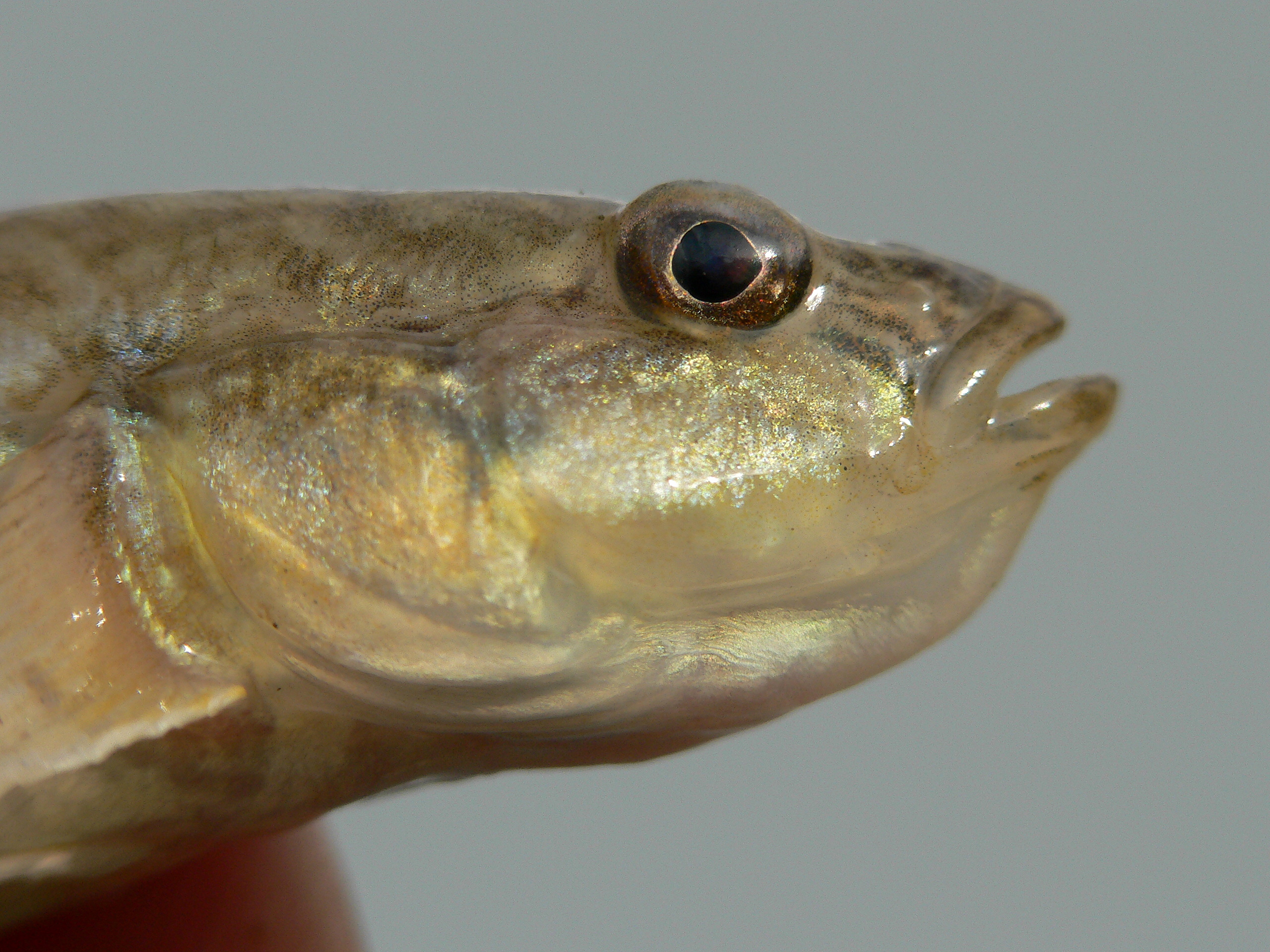
Голова бичка-бабки

Тім'я, потилиця, спина, зяброві кришки (на третину), основи грудних плавців, задня половина горла і черево покриті циклоїдною лускою. Другий спинний плавець значно знижується до заднього кінця тіла. Ширина голови дорівнює її висоті або трохи більша. Рот кінцевий або напівверхній, рило загострене. На щелепах є дрібні конічні зуби. Нижня щелепа видається вперед, верхня губа не потовщена з боків. Лопастинки коміри черевного присоска ледь помітні, присосок майже досягає анального отвору. Колір тіла буро-сірий або жовтувато-сірий, зазвичай з дуже блідим буруватим малюнком з темними плямами, що зливаються. Спинні і хвостовий плавці з рядами темних цяток. Самці під час нересту зовсім чорні з жовтуватими облямівками на непарних плавцях. Довжина 7-10, іноді до 18-20 см, маса близько 50 г.

## Поширення

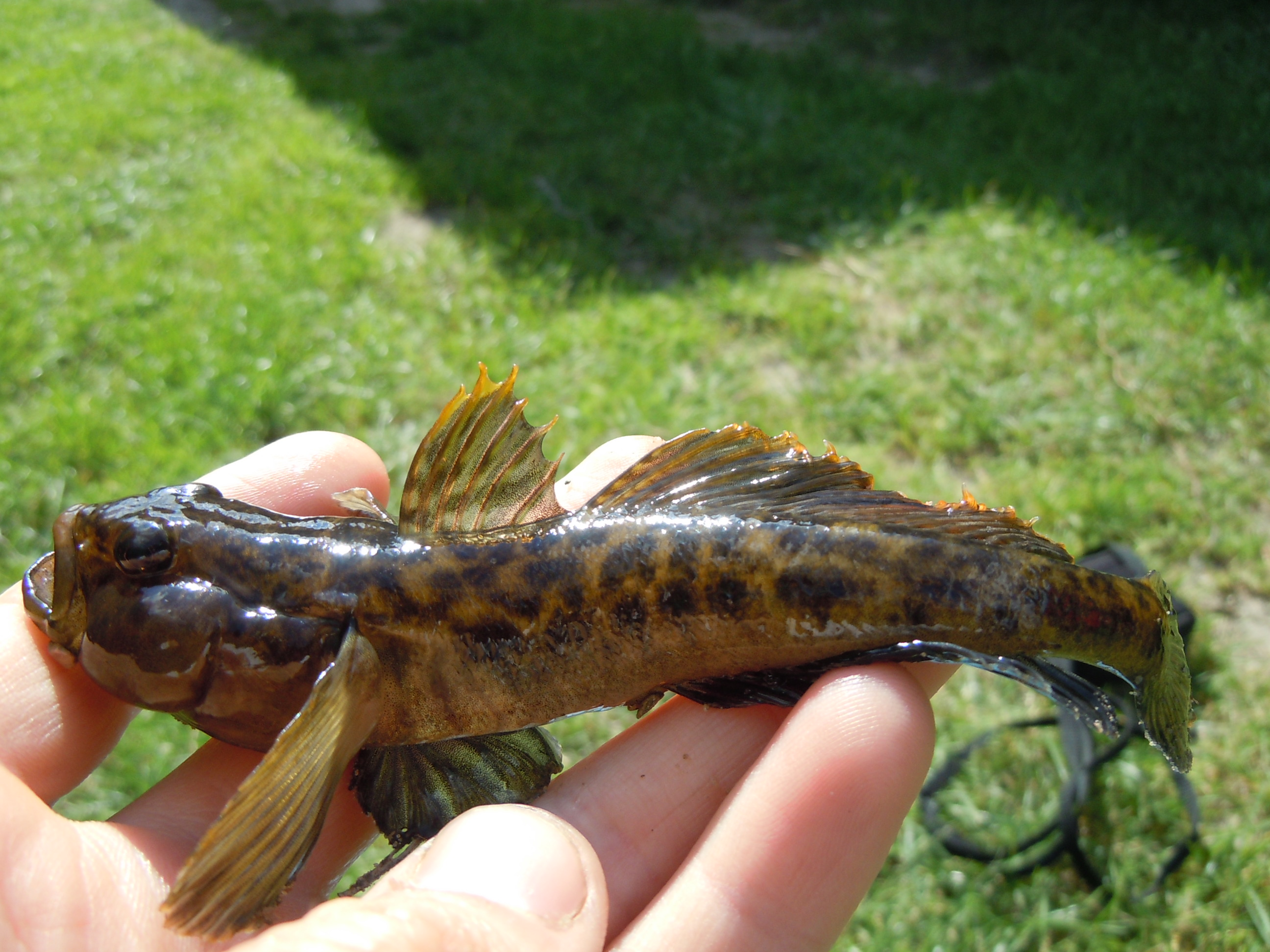
Самець бичка-бабки з річки Буг

Природним ареалом даного виду є прісні і солонуваті води басейну Чорного і Мармурового морів. В басейні Мармурового моря поширений в озерах Ман'яс, Сапанджа, річці Казолі (біля Бурси), в Босфорі.
У Чорному морі зустрічається в усіх розпріснених ділянках. Річки: Камчия, нижня частина Дунаю із притоками (Огоста, Іскир, Віт до Плевена, Осам, Янтра), Дністер із притоками, Південний Буг, Дніпро, а також Київське водосховище і Десна, річки Криму. Лимани північно-західної частини Чорного моря (Тилігул, Дністровський, Разелм та ін.), озера Варненське, Бургаське. В Азовському морі, лиманах (особливо Молочний і Сиваш) і річках його басейна: Дон, Донець, Хопер, Ведмедиця, Кубань, гирла малих річок. Річки Кавказу (Дагомис, Ріоні), озеро Палеостомі.
В останні роки цей вид реєструється як інтродукований у країнах Західної Європи. Вперше як вселенець відзначений в озері Балатон (Угорщина) в 1970 році. У 1984 році цей вид відзначений у нижній частині Угорського плину Дунаю. У 2001 році бичок бабка знайдений на словацько-угорській ділянці Дунаю. Вперше знайдена в басейні Балтійського моря (річка Буг) в 1997 році Після цього бичок-бабка став звичайним видом у Влоцлавському водосховищі та Зегжинському озері.
Бичок-бабка відзначається у німецькій частині річки Рейну починаючи з 11 березня 2009 року. Також рибу відзначено у річці Вааль біля Неймегена, Нідерланди.
У серпні 2011 року бичок-бабка був знайдений вперше у Греції, у річці Мариця, яка вливається до Егейського моря.

## Спосіб життя
Тримається на піскуватому дні біля берегів з проточною водою. На зимівлю йде на глибину, вкривається товстим шаром слизу, не живиться і майже не рухається.
Живе 5—7 років.

## Живлення
Бичок-бабка є типовими малакофагом, але молюски у його раціоні мають менше значення, ніж для бичка-кругляка. В Азовському морі його раціон на 85% складають молюски, здебільшого Abra segmentum. У Тендровській затоці в його живленні домінують поліхети, личинки Chironomidae, молюски Abra, Cerastoderma, ракоподібні: амфіподи, креветки, молодь бичків і дорослий бичок-лисун Pomatoschistus marmoratus. У придунайських озерах Ялпуг і Кугурлуй у живленні бичка-бабки присутні здебільш амфіподи, молюски (Dreissena polymorpha), а також Oligochaeta.
У Хаджибейському лимані в раціоні бичка-бабки знайдено 12 видів харчових об'єктів. Поліхети і личинки комах (Chironomidae gen. sp.) і креветка Palaemon elegans відіграють значну роль в живленні в усі сезони. В окремі сезони значення мають краби Rhithropanopeus harrisii, морська трава Zostera marina і амфіподи Marinogammarus olivii. Також у раціоні дорослих бичків відзначалися планктонні ракоподібні (Cyclopidae, Diaptomidae, Daphnia).

## Розмноження
Статева зрілість наступає на другому році життя, коли риба досягає довжини 10 см. Нерестує від кінця квітня до початку червня при температурі води 10—13°. Для нересту вибирає мілководдя вздовж берегів. Самиці відкладають від 700 до 2 800 ікринок зеленкуватого кольору, діаметром не менше 2,5 мм до ніш, які самці вигрібають у піску або у намулі під камінням. Ікра розвивається до личинки протягом 2— З тижнів при температурі води 15—16 °C, а ще через 5 днів виходять мальки. На першому році життя рибки досягають 3—5 см, на другому — 6—10 см, на четвертому — 12— 20 см.

## Паразити

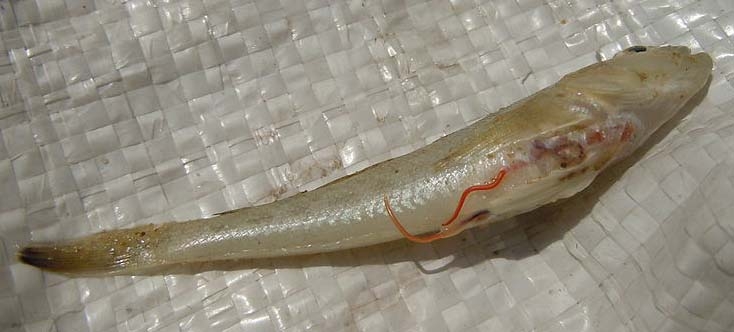
Бичок-бабка заражений личинками нематод Eustrongylides excisus, Дністровський лиман, Україна

У бичка-бабки в північно-західній частині Чорного моря відомі 12 видів паразитів. До основних паразитів відносяться метацеркарії Cryptocotyle concavum, Cryptocotyle lingua і Pygidiopsis genata, а також нематоди Dichelyne minutus, часто зустрічаються цестода Ligula pavlovskii. Трематоди C. lingua і P. genata здатні заражати людину. У 1950-х роках біля берегів Таганрозької затоки Азовського моря бичок-бабка був відзначений як хазяїн епізоотичних нематод Tetrameres fissispina і Streptocara crassicauda, які викликали загибель каченят.
У бичка-вселенця у середньому Дунаї (Словацький сектор) знайдено 9 видів паразитів, серед яких найпоширеніші глохідії молюсків Anodonta anatina, Pseudoanodonta complanata, а також метацеркарії трематод Diplostomum spathaceum.